# Moulin-sous-Touvent
Moulin-sous-Touvent – miejscowość i gmina we Francji, w regionie Hauts-de-France, w departamencie Oise.
Według danych na rok 1990 gminę zamieszkiwało 159 osób, a gęstość zaludnienia wynosiła 9 osób/km² (wśród 2293 gmin Pikardii Moulin-sous-Touvent plasuje się na 838. miejscu pod względem liczby ludności, natomiast pod względem powierzchni na miejscu 123.).